# Хирлендер, Штефан
Штефан Хирлендер (нем. Stefan Hierländer; род. 3 февраля 1991, Филлах, Австрия) — австрийский футболист, опорный полузащитник клуба «Штурм». Выступал в сборной Австрии.

## Клубная карьера
Свою спортивную карьеру Хирлендер начал в детской футбольной школе города Грайфенбург. В 2005 года он был зачислен в юношескую секцию клуба «Кернтен» и выступал за дубль этого клуба в низших австрийских дивизионах.
Летом 2008 года Хирлендер решился на переход в итальянскую «Сампдорию», поскольку был поклонником Серии А и «Милана». Однако тренерский штаб клуба из Генуи не продемонстрировало заинтересованности в Штефане, даже как игроке ротации, и отправило его в молодёжную команду. В это же время в австрийской Бундеслиге создавался новый амбициозный клуб «Аустрия Кернтен», представлявший родную для Хирлендера Каринтию, под руководством Френка Шинкельса. Это послужило поводом к возвращению Штефана на Родину всего через три месяца после отъезда в Италию.
18 марта 2009 года в 20-м туре чемпионата Австрии сезона 2008/09 Хирлендер оформил свой дебют на профессиональном уровне в матче против «Штурма», появившись на замене на 57-й минуте вместо Мануэля Вебера. Сразу же после дебюта Хирлендер продолжил выступления за основной состав, а на следующий сезон провёл уже 30 матчей в Бундеслиге.
Однако уже летом 2010 года «Аустрия Кернтен» по финансовым причинам прекратила своё существование, и 7 июня того же года Штефан был вынужден перебраться в зальцбургский «Ред Булл». Хирлендер провёл в клубе 4 сезона и за это время успел вместе с командой дважды одержать победу в австрийской Бундеслиге (по итогам сезонов 2011/2012 и 2013/14) и кубке страны (розыгрышей 2010/11 и 2012/13). 1 декабря 2010 года состоялся дебют Хирлендера в Лиге Европы в матче против «Манчестер Сити».
После назначения Ральфа Рангника спортивным директором одновременно зальцбургского «Ред Булл» и «РБ Лейпциг», 31 мая 2014 года Хирлендер был бесплатно отдан в немецкий клуб системы «Ред Булл» с заключением контракта, рассчитанным на два сезона. В новой команде Штефан использовался в качестве игрока ротации и за два полных сезона во второй немецкой Бундеслиге сумел принять участие в 22 встречах, появляясь, в основном, на замену. По итогам сезона 2015/16 завоевал с ней право выступления в первой Бундеслиге.
Руководство «РБ Лейпциг» не стало продлевать контракт с Хирлендером и 7 июля 2016 года Штефан вернулся в Австрию в клуб «Штурм» из города Грац.

## Карьера в сборной
Хирлендер выступал за юношеские сборные Австрии различных возрастов. Его дебют в официальном международном матче состоялся 18 ноября 2008 года в товарищеской встрече с Германией (до 19 лет), в которой Штефан был заменён на 34-й минуте из-за травмы.
Осенью 2011 года он принимал участие в отборочном туринире к молодёжному чемпионату Европы 2013 года во встречах против Нидерландов и Люксембурга.